# Brouniphylax exiquus
Brouniphylax exiquus es una especie de coleóptero de la familia Ulodidae.

## Distribución geográfica
Habita en Nueva Zelanda.